# راز پلیس
راز پلیس (به ایسلندی: Leynilögga) یک فیلم اکشن محصول سال ۲۰۲۱ سینمای ایسلند به کارگردانی هانس ثور هالدورشون با بازی آدون بلوندال، ایگیل اینارسون، بیورن هلینور هارالدسون و استینون الینا ثورشتینستوتیر است.
این فیلم بر اساس یک پیش‌پرده فیلم جعلی ساخته شده توسط هانس ثور برای یک برنامه تلویزیونی در سال ۲۰۱۱ ساخته شده‌است. این فیلم برای اولین بار در جشنواره لوکارنو در ۱۰ اوت ۲۰۲۱ به نمایش درآمد.

## داستان
سرسخت‌ترین پلیس ایسلند برای حل مجموعه‌ای از سرقت‌های خشونت‌آمیز از بانک دست از کار نمی‌کشد. اما با افزایش فشارها برای حل این پرونده، او مجبور می‌شود همکار جدیدی را برای کمک در این زمینه انتخاب کند و…

## تولید
فیلمبرداری اصلی در دسامبر ۲۰۲۰ در ایسلند به پایان رسید.

## انتشار
این فیلم برای اولین بار در در هفتاد و چهارمین جشنواره فیلم لوکارنو در ۲۱ اوت ۲۰۲۱ به نمایش درآمد. و بعد در ۲۲ اکتبر ۲۰۲۱ در جزیره اکران شد، در حالی که اکران آن در ویدئو به‌درخواست در بریتانیا و ایرلند در ۲۳ مه ۲۰۲۲ و در آمریکای شمالی در ۱۲ ژوئیه ۲۰۲۲ بود. در ۶ سپتامبر ۲۰۲۲ در جشنواره بین‌المللی فیلم فانتزی بروکسل به نمایش درآمد.

## گیشه
این فیلم در سال ۲۰۲۱ تنها در ایسلند ۷۶ میلیون کرونای ایسلند (حدود ۵۸۸٫۶۵۱ دلار) فروخت، که پس از «زمانی برای مردن نیست» در جایگاه دوم باکس آفیس قرار گرفت.

## پاسخ انتقادی
در جمع‌آوری نقد راتن تومیتوز، این فیلم بر اساس ۱۹ نقد، با میانگین امتیاز ۶٫۵ از ۱۰، دارای ۸۴٪ تاییدیه است.